# Apostolos

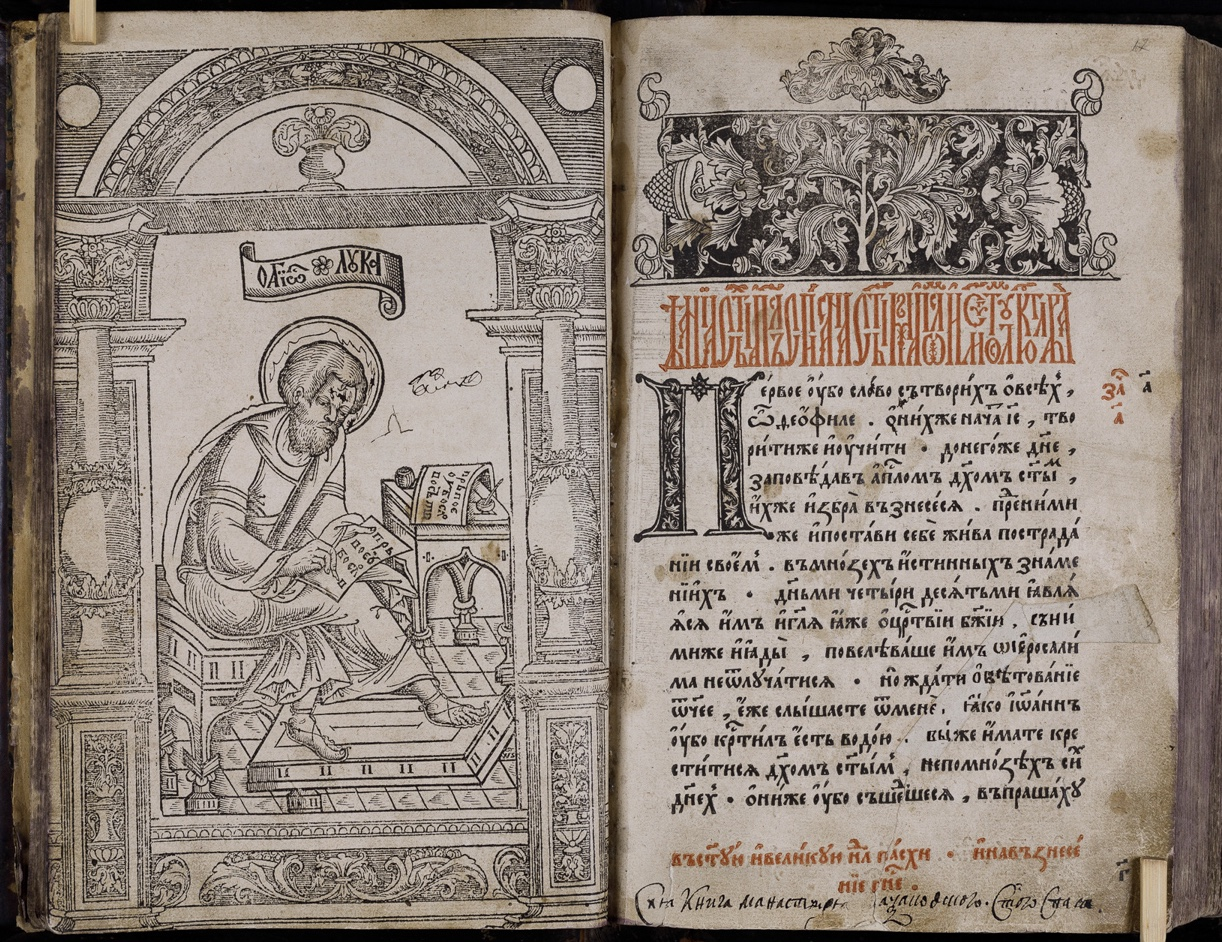
Apostolos från Lviv, nuvarande Ukraina, skriven på kyrkslaviska och utgiven år 1574.

Apostolos (grekiska: Απόστολος) är en liturgisk bok som används inom de Östortodoxa kyrkorna. Böckerna innehåller avsnitt från Apostlagärningarna och andra epistelbrev, som brukar läsas när gudstjänster äger rum.